# داچنایا (شهرستان بلورتسکی، باشقیرستان)
داچنایا (انگلیسی: Dachnaya, Beloretsky District, Republic of Bashkortostan) یک شهرک در شهرستان بلورتسکی باشقیرستان کشور روسیه است.